# Operación Wunderland
La Operación Wunderland (en alemán: Unternehmen Wunderland) fue una operación naval realizada por la Kriegsmarine  contra varias bases navales de la Armada Soviética en el Mar de Kara y el Mar de Barents, en el Océano Ártico. Los alemanes sabían que varios buques de guerra soviéticos se habían estado refugiando en el norte durante el invierno, y el 16 de agosto de 1942 comenzó la operación, que cogió desprevenidas a las unidades soviéticas.

## Mar de Kara
El 19 de agosto, la flota alemana bordeó el Cabo Zhelániya y entró en el mar de Kara, que estaba libre de hielo durante el corto verano. Al día siguiente, el hidroavión Arado Ar 196 inspeccionó el mar en busca de buques soviéticos en las Islas de Mohn, divisando a los rompehielos Lenin y Krassin. La niebla y los témpanos de hielo  impidieron que los buques de guerra alemanes se acercaran. Cuando llegaron a las islas de Mohn, los barcos rusos se habían ido; por ello, el Admiral Scheer volvió al noreste y avanzó hacia el archipiélago Nordenskiöld.
A pesar de este contratiempo inicial, el U-601 hundió el barco soviético Kuybyshev (2.332 BRT) el 24 de agosto. Al día siguiente, el Admiral Scheer atacó el rompehielos ruso de 1.383 t A. Sibiryakov frente a las costas noroccidentales de la isla Russki en el extremo norte del archipiélago Nordenskiöld. Después del hundimiento del Sibiryakov, el Admiral Scheer se dirigió al Estrecho de Vilkitsky con la esperanza de interceptar varios convoyes rusos provenientes de Siberia. Acto seguido, el Admiral Scheer decidió dirigirse hacia el sureste de la isla de Dikson con el fin de atacar las instalaciones militares establecidas en la isla. el ataque causó la destrucción de las naves Dezhnev y Revolutsioner que estaban ancladas en el puerto y del almacén de carbones. Finalmente, el 30 de agosto de 1942, el Admiral Scheer regresó a Narvik (Noruega).
El 8 de octubre, el U-251 y el Friedrich Eckoldt atacaron la Isla de la Soledad, donde había una estación ártica operada por soviéticos, antes de regresar a Narvik. 

## Mar de Barents
Entre los buques de la Kriegsmarine que operaron en el Mar de Barents durante la operación Wunderland destaca el U-boot U-209 que hundió el 17 de agosto un convoy de transporte del servicio secreto soviético (NKVD), integrado por los buques de carga Nord y Komsomolets al oeste del Estrecho de Yugor. Al parecer, había 328 presos políticos de la NKVD a bordo, de los cuales 305 hombres murieron por fuego de artillería alemana o por ahogamiento. El 20 de agosto, el U-456 trató de hundir el rompehielos soviético Fiodor Litke estacionado en Belushya Guba (Nueva Zembla), sin éxito. El U-255 y el U-209 bombardearon objetivos soviéticos en el Cabo Zhelániya y Khodovarikha el 25 y 28 de agosto, respectivamente.